# 小波
小波（こなみ、1996年7月15日 -）は、日本の女性プロレスラー。本名：竹本 小波（たけもと こなみ）。広島県立松永高等学校卒業。広島県福山市出身。スターダム所属。血液型B型。

## 経歴

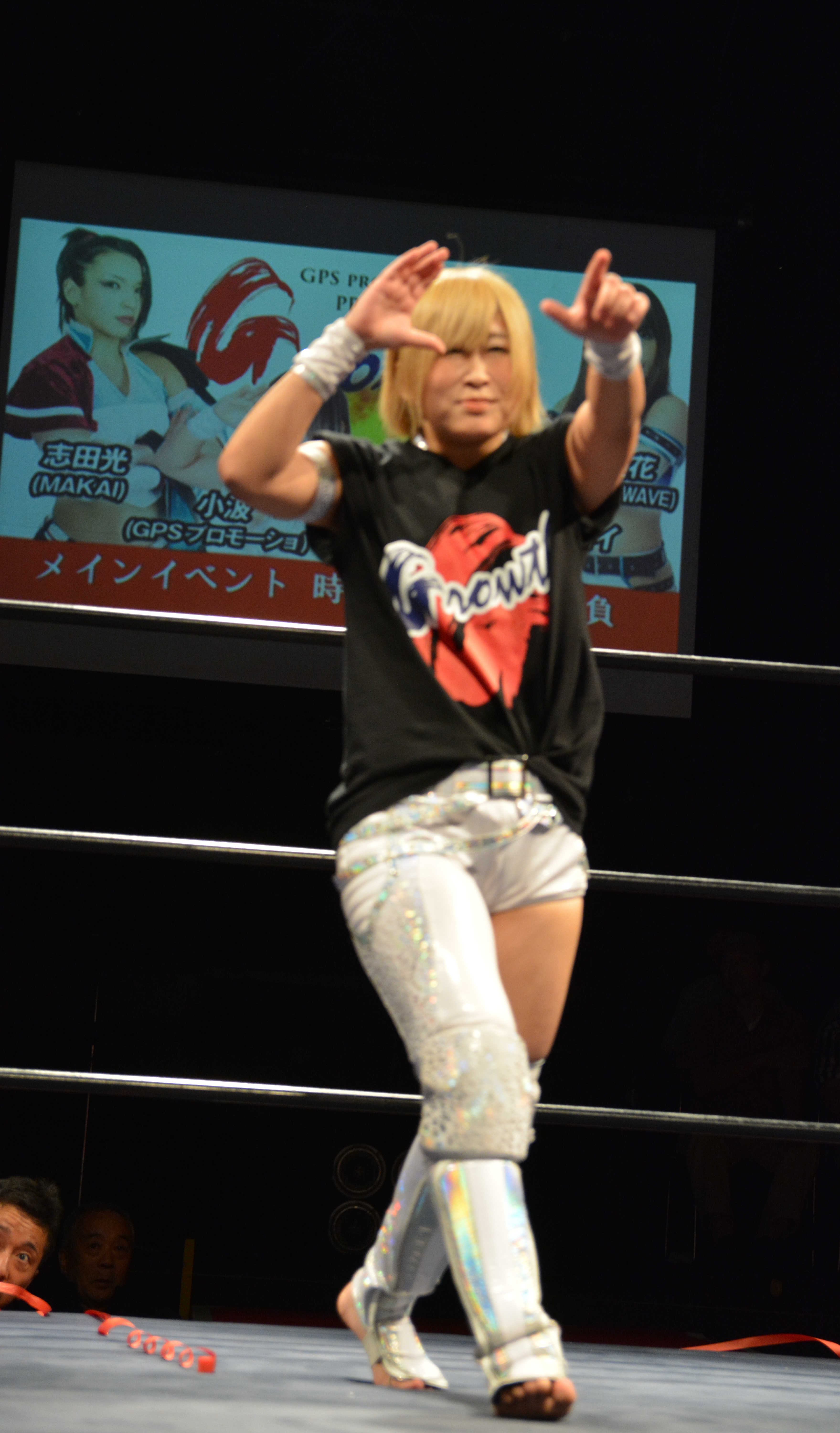
2017年

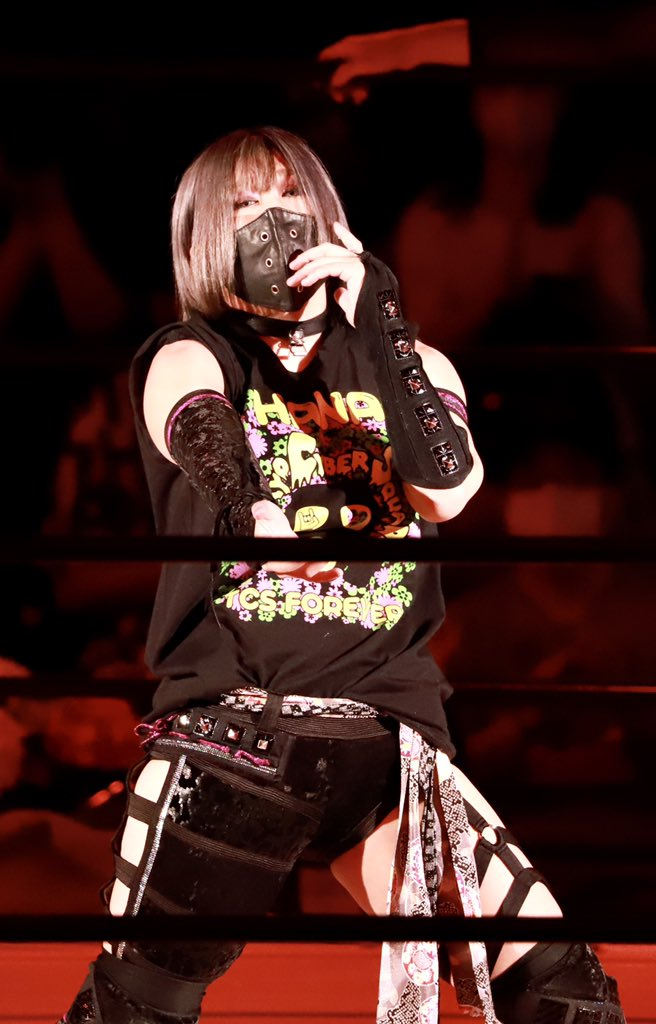
2021年5月23日撮影

中学時代、プロレスファンだった兄の影響でプロレスに興味を示し、地元の興行で華名を生で見たのを機にプロレスラーを目指す。高校在学中にレッスルゲートに入門してプロレスラーになるためのトレーニングを始める。2014年に華名の個人事務所であるオフィス華名の練習生募集を知り応募、練習生第1号となる。高校卒業後に上京。それまでは地元の格闘技ジム「BURST」で元総合格闘家藤井惠より指導を受ける。
2014年
10月7日、後楽園ホールにおける「カナプロマニア：パーティー」にて華名とエキシビション。
2015年
2月25日、後楽園ホールにおける「カナプロマニア：アドバンス」にて華名相手にデビュー。エルボー、ミドルキック、ドロップキックなどを打ち込むが、チキンウィングフェースロックを決められギブアップ。
2月27日、デビュー戦から中1日でレッスル武闘館における「YOUNG OH!OH!」に参戦し、4ヶ月先にデビューした長浜浩江とシングル。ヒザ固めを決めてデビュー2戦目にして初勝利を手にした。
3月8日、福山凱旋興行で師匠・華名と組み初のタッグマッチ。朱里&志田光のREINA世界タッグ王者と対戦し、健闘するも朱里の腕固めで敗れる。
3月30日、REINAとのダブル所属になった。
7月、師匠であった華名がプロレス活動の無期限休止を発表。同時に師弟関係解除。これに伴いオフィス華名を離れ、2015年10月よりREINA単独所属となる。
2016年
5月24日、新木場1stRINGにおける興行で「小コントラ小」マッチとして日向小陽と対戦し敗退。リングネームが「小波」から「波」に変更となる。
6月10日、レッスル武闘館における興行で「波コントラ波」マッチとして水波綾と対戦し敗退。リングネームがなくなる。
6月26日、川崎ラゾーナ大会で高橋匡哉と対戦。対戦希望を表明していた宮本裕向から「琥鳴魅（こなみ）」の名前と特攻服をもらう。また、7月21日、新木場での蛍光灯デスマッチでのタッグ結成が決定した（パートナーは花月＆葛西純組）。
8月9日、8月14日の新木場大会を持って無期限の休業に入ることがREINA女子よりリリースされる。同時にREINA女子とも契約を解除。内臓疾患の治療と静養に務めることが理由だとツイッターで明かした。
9月29日、GPSプロモーションへの所属。GPSプロモーション開催の11月5日「WILD HERO」での現役復帰を発表。
11月5日、宝城カイリ戦にて復帰。
12月22日、スターダムに初参戦。2017年度より継続参戦をしている。
2017年

1月27日、プロデュース興行THE 4TH KINDを開催。作家でありオカルト研究家の山口敏太郎監修のこの大会は、開催後に高い評価を得る。
3月20日、所属先のGPSプロモーション主催興行HERO15でメインイベントを務め、因縁深いコマンド・ボリショイ打倒を目論むが敗退。
3月26日、新木場1stRINGで宝城カイリとワンダー・オブ・スターダムタイトルマッチを戦い、善戦するも敗退。
5月6日、宝城カイリ・美邑弘海と共にアーティスト・オブ・スターダム王者に。小波は初タイトルとなる。
7月26日 所属先のGPSプロモーション主催興行Growthでメインイベントを務め、因縁深いコマンド・ボリショイよりギブアップで勝利。
2018年
4月、スターダムドラフト会議で「クイーンズ・クエスト」から指名され新加入。
5月20日、スターダムに正式移籍を果たす。
2019年
4月14日、新木場1stRING大会で木村花率いる多国籍軍（仮）の二巡目指名を受ける。1週間後の大阪市世界館大会の昼の部で「TOKYO CYBER SQUAD」の一員となる。
4月29日、後楽園でのSTARDOM Cinderella tournament2019で初の決勝進出を果たし準優勝と健闘した。
8月18日から開幕のSTARDOM 5★STAR GP2019で初の優勝決定戦進出もチームリーダーの木村に敗れ準優勝となった。
2020年
8月8日から開幕のSTARDOM 5★STAR GP2020で優勝決定戦争いまで生き残るもひめかに敗れて優勝決定戦は逃すも殊勲賞を獲得した。
10月3日、横浜武道館のプロレスこけら落とし大会でジャングル叫女と組んで大江戸隊の刀羅ナツコ＆鹿島沙希組を相手に敗者ユニット解散ノーDQマッチを行ったが、叫女をイスで殴って謀反し、大江戸隊入り。
10月4日、名古屋国際会議場大会から黒を基調とした新コスに変更。ニックネームも「悪の女寝技師」に変更する。
12月26日、後楽園大会にて、ビー・プレストリーと共に林下詩美＆上谷沙弥組が持つゴッデス・オブ・スターダム王座に挑戦し奪取。

2021年
1月30日、ベルサール高田馬場にて行われたスターダムアワード2020にて「技能賞」を受賞。
3月3日、日本武道館では朱里が持つSWA世界選手権に挑戦するも惜敗。記者会見ではスターダム以前から交流があり師弟のような関係にあった朱里に対して手紙を読み上げ感謝の気持ちを述べた。
5月23日、木村花追悼メモリアル興行「またね。」にてメインイベント8人タッグマッチに出場。大江戸隊の小波としてリングに上がったが、ジャングル叫女・DEATH山さんと共に「イエッサー」ポーズを披露する一幕もあった。
10月9日の大阪城ホール大会にて、朱里が持つワールド・オブ・スターダム王座挑戦権利証とSWA世界選手権にUWF公式ルールで挑む予定だったが、急性腸炎のため急遽欠場となった。当日は第0試合目で勝利を収めた鹿島沙希が解説席に座っていた朱里に対して対戦を要求し代打を務めた。
11月27日の国立代々木競技場第二体育館大会にて、改めて朱里が持つワールド・オブ・スターダム王座挑戦権利証とSWA世界選手権に挑戦するが、敗れる
12月4日、スターダムの会見で体調不良を理由に12月をもっての退団を発表する。復帰する際はスターダムのリングに上がりたいとした。
12月29日、東京・両国国技館の大会で、この日が復帰戦となったジュリア相手にスターダム最終試合を行い、12月末をもって退団。
2022年
4月17日、ゴールデンウィーク限定でスターダムに参戦することが発表される。ユニットは師匠となる朱里がリーダーを務めるGod's Eyeに属する。
5月1日、地元広島大会で一時復帰。朱里、壮麗亜美、MIRAI、と組み、COSMIC ANGELSとの一時復帰戦を勝利で飾り、5月7日までの復帰戦を全勝で終える。
11月3日、スターダム広島サンプラザホール大会に参戦。
2023年
9月1日、大江戸隊を追放された鹿島沙希をGod's Eyeに加入させたことに反発し、同じユニットのMIRAIの持つワンダー・オブ・スターダム王座に挑戦する も敗れる。
10月15日、全日本アマチュア修斗選手権大会に本名の「竹本小波」でエントリー。
2024年
4月、スターダムに再入団。「ALLSTAR GRAND QUEENDOM 2024」より復帰し、フルタイム参戦するようになる。
6月22日、「ブラッドスポーツ 武士道」出場し、福田茉耶と対戦。
6月29日、ゴッデス・オブ・スターダム王座戦に朱里とのタッグで葉月・コグマ組に勝利する。
7月23日、渡辺桃・テクラ組に対してゴッデス・オブ・スターダム王座防衛戦を行うも、試合途中にタッグパートナーの朱里を裏切り相手チームの勝利に助力、試合終了後に大江戸隊に復帰することを宣言。
7月28日、刀羅ナツコが大江戸隊を解散して立ち上げた新ヒールユニット「H.A.T.E.」に所属を移行。8月に行われたSTARDOM 5★STAR GPでは、3勝3敗でリーグ戦を終えた。
10月10日、Sukebanのロンドン公演に出場
2025年
3月15日、大田区大会にてスターライト・キッドとワンダー・オブ・スターダム王座戦にて対戦。
5月13日、木村花メモリアルマッチ後楽園ホール大会にて鈴木みのるとタッグを組み、橋本千紘（センダイガールズ）、芦野祥太郎（全日本プロレス）組と対戦。
5月30日、SEAdLINNNG 新木場1stRING大会にて光芽ミリアと対戦。
7月27日、STARDOM 5★STAR GP開幕戦でIWGP女子王者のSareeeと対戦。凶器攻撃を封印し、関節技で圧倒した上、最後は胴締めスリーパーでSareeeを失神させ、TKO勝利という番狂わせを演じた。しかし、その後は勢いに乗れずに負けが続き、リーグ戦途中での敗退が確定。

## 人物
- 祖父の竹本勝治は福山を代表する写真家[2]。
- 高校時代は生徒会副会長を務め、保育所でのインターンシップも経験した[42]。
- デビュー以来、華名（現：ASUKA）、藤井恵、2016年からは田中稔に師事し、近年の女子レスラーでは珍しくグラウンドレスリングおよびサブミッションを得意とする[43]。
- 寝技を非常に得意としており、その威力は男子レスラーを悶絶させるほどである。

## 得意技
タナカレッグバー
ハイキック
バズソーキック
IVニーロック
コナロック
トライアングル・ランサー
左腕を捕らえた状態で前傾姿勢にした相手の首元に自らの左足を掛け、そこから巻き込むように相手を前方回転させて仰向け状態にし、首と左腕を同時に決める変型ストラングル・ホールドγ。
ファイナル・ランサー
インデアンデスロックとトライアングル・ランサーの複合技
座り込んだ相手の足の間に自分の足を入れて相手の足をあぐらをかくようにして前に出た足に自分の足をかける（インデアンデスロック）反対の足を相手の首にかけて反対側にトライアングルランサーを決める。
トライアングル・アームロック
仰向け状態の相手の左腕を腕ひしぎで捕らえ、起き上がった相手の頭部ごと両足で挟み込み、そのまま左腕を極める三角絞めと腕固めの複合技。得意技のトライアングル・ランサーからさらに”極める”ことを特化させた関節技。

### その他（反則技）
スプレー缶（凶器）
黒色の染料を噴霧して目潰しとして使用する。

## タイトル歴
スターダム
- 第16代、第19代、第33代ゴッデス・オブ・スターダム王座
  - w / ジャングル叫女
  - w / ビー・プレストリー
  - w / 朱里
- 第19代アーティスト・オブ・スターダム王座
  - w / 木村花＆ジャングル叫女

## 作品

### イメージビデオ
- 『KONAMI』（グラッソ、2015年12月25日）[44]

## 出演

### オリジナルビデオ
- 電エースキック（2019年、リバートップ）
- 電エースウェディング（2020年、リバートップ）　※電エースキックの結末差し替えバージョン

### ミュージックビデオ
- Candy Foxx「LAKILAKI WASABI」（2021/8/8）[45]

### テレビドラマ
- TOKYO VICE 第1話（2022年4月、HBO Max・WOWOW） - ヤマンバギャル 役